# Cañamares (Cuenca)
Cañamares é um município da Espanha, na província de Cuenca, comunidade autônoma de Castela-Mancha. Tem 40,52 km² de área e em 2021 tinha 459 habitantes (densidade: 11,3 hab./km²). Limita com os municípios de Albalate de las Nogueras, Cañizares, La Frontera, Fuertescusa, Priego e Villaconejos de Trabaque.